# Запис Протића грм (Трнава)
Запис Протића грм (Трнава) се налази на парцели чији је власник Протић Илија.

## Локација
| Општина             | Чачак                                                           |
| Катастарска општина | Трнава                                                          |
| Потес               | Липовац                                                         |
| Координате          | 43° 50′ 52″ С; 20° 22′ 41″ И / 43.847900000000003° С; 20.378° И |
| Надморска висина    | 293m                                                            |

## Карактеристике
Дендрометријске вредности утврђене на терену и сателитским снимцима:
| Стабло                     | Храст |
| Висина стабла              | m     |
| Обим дебла                 | m     |
| Пречник крошње             | 20m   |
| Пречник дебла              | m     |
| Висина дебла до прве гране | m     |

## База записа
Запис је у оквиру Викимедија пројекта "Запис - Свето дрво" заведен под редним бројем 0605.